# 미국 사이버사령부
미국 사이버사령부(United States Cyber Command (USCYBERCOM))는 미국 국방부의 사이버전 담당 통합전투사령부이다. 사령부는 미국 메릴랜드주 포트 조지 G. 미드에 있고, 사이버 자원과 사이버 공간 작전을 통합 관리하고, 미국의 군사 네트워크 방어를 담당한다.

## 강령
"USCYBERCOM plans, coordinates, integrates, synchronizes and conduct activitie to: direct the operations and defense of specified Department of Defense information networks and; prepare to, and when directed, conduct full spectrum military cyberspace operations in order to enable actions in all domains, ensure US/Allied freedom of action in cyberspace and deny the same to our adversaries."
사령부 앰블럼의 테두리에 있는 문장 "9ec4c12949a4f31474f299058ce2b22a"는 강령의 MD5 해시값이다.

## 구성
미국 사이버사령부는 각 군(육군, 해군, 공군, 미국 해병대)의 여러 부대로 구성되어 있고, 이 부대들은 미국 사이버사령부의 연합 작전을 수행한다.
- 미국 육군 사이버사령부
- 미국 해군 제10함대/함대사이버사령부[3][4]
- 미국 공군 제16공군 (사이버 공군)
- 미국 해병대 사이버스페이스사령부[5]

## 역사
2006년 10월, 미국 공군은 '사이버사령부'를 창설할 계획이라고 밝혔다. 2006년 1월, 공군사이버사령부가 임시로 창설되었다. 하지만, 2008년 10월에는 이 사령부가 영구적으로 운영되지는 않을 것이라고 발표되었다.
2009년 6월 23일, 미국의 국방부 장관은 미국 전략사령관에게 미국 사이버사령부를 창설할 것을 지시하였다. 2010년 5월, 키스 알렉산더 대장은 아래와 같은 자신의 의견을 미국 하원 국방위원회 분과 보고서를 통해 밝혔다.
My own view is that the only way to counteract both criminal and espionage activity online is to be proactive. If the U.S. is taking a formal approach to this, then that has to be a good thing. The Chinese are viewed as the source of a great many attacks on western infrastructure and just recently, the U.S. electrical grid. If that is determined to be an organized attack, I would want to go and take down the source of those attacks.  The only problem is that the Internet, by its very nature, has no borders and if the U.S. takes on the mantle of the world's police; that might not go down so well.

2010년 5월 21일, 미국 전략사령부의 네트워크전 합동기능구성군사령부(JFCC-NW)과 JTF-지구권네트워크작전(JTF-GNO)을 합쳐서 미국 사이버사령부에 최초의 작전 능력이 부여되었다. 알렉산더 장군은 4성장군으로 진급하여 38명의 미군 대장 중 한 명이 되었고, 포트 미드에서 열린 기념식에서 미국의 국방부 장관 로버트 게이츠(Robert M. Gates)와 중부사령관 데이비드 피트레이어스 대장이 참석한 가운데 미국 사이버사령부의 지휘권을 받았다.
2010년 10월 31일, 미국 사이버사령부는 모든 작전 능력을 얻었다.
2010년 12월 7일, 제24공군이 사이버 공군(AFCYBER)으로 지정되었다. 그리고 사이버스페이스 작전을 위한 공군 측의 근무구성군으로서의 통제권이 미국 사이버사령부로 위임되었다.
2017년 8월 18일, 도널드 J .트럼프 대통령은 사이버스페이스 작전 대응을 위해 사이버사령부를 전략사령부 예하사령부에서 통합전투사령부로 승격시키자는 국방장관 제임스 메티스의 권고를 승인하였다. 2018년 5월 4일, 미국 사이버사령부는 10번째 통합전투사령부가 되었다.
2019년 10월 11일, 미국 공군부가 사이버전, 첩보, 감시, 정찰, 전자전 기능을 단일부대에서 통합해서 운영하기 위해 제24공군과 제25공군을 합쳐 제16공군으로 재편성하였다.

## 국제적 영향 및 반응
미국 사이버사령부의 창설은 다른 나라들도 사이버전 부대를 창설하는 계기가 되었다. 2009년 12월, 대한민국은 조선인민군의 사이버전 부대 창설에 대응해 국군사이버사령부를 창설했다고 한다. 또한, 영국 정부통신본부는 사이버 전력을 준비하기 시작했다. 더 나아가, 사이버전에 대한 최근 군사 동향은 미국 사이버전 정보센터의 창설을 야기했다. 2010년, 중국은 미국 사이버사령부의 창설에 대응해 방어적 사이버전과 정보 보안을 담당하는 부서를 만들었다.

## 역대 사령관
| #      | 사진 | 소속/계급   | 성명                                  | 취임일          | 이임일          |
| ------ | ---- | ----------- | ------------------------------------- | --------------- | --------------- |
| 1.     |      | 육군 GEN    | Keith B. Alexander . 키스 B. 알렉산더 | 2010년 5월 21일 | 2014년 3월 28일 |
| (대행) |      | 해병대 중장 | Jon M. Davis 존 M. 데이비스           | 2014년 3월 29일 | 2014년 4월 2일  |
| 2.     |      | 해군 제독   | Michael S. Rogers 마이클 S. 로저스    | 2014년 4월 3일  | 2018년 5월 4일  |
| 3.     |      | 육군 대장   | Paul M. Nakasone 폴 M. 나카슨         | 2018년 5월 4일  | 임기중          |

## 같이 보기
- 미국 전략사령부
- 미국 국토안보부
- 사이버방위센터
- 사이버 전쟁

## 참고

### 인용
1. ↑  “Cyber Command Fact Sheet” (영어). 미국 국방부. 2015년 3월. 2014년 4월 16일에 원본 문서에서 보존된 문서. 2015년 12월 23일에 확인함.
2. ↑  Jelinek, Pauline (2010년 7월 8일). “A code you can hack: On CYBERCOM’s logo” (영어). Marine Corps Times. Associated Press. 2010년 7월 15일에 원본 문서에서 보존된 문서. 2010년 7월 8일에 확인함.
3. ↑  Chief of Naval Operations, 'Fleet Cyber Command/Commander Tenth Fleet Implementation Plan,' Memorandum, United States Navy, 2009
4. ↑  Mass Communication Specialist 2nd Class Steven L. Shepard (2010년 1월 29일). “Cryptologists in Monterey Preview Navy's Newest Numbered Fleet” (영어). Monterey, CA: Navy Public Affairs. 2013년 7월 23일에 원본 문서에서 보존된 문서. 2010년 7월 10일에 확인함.
5. ↑  “Fort Mead News: USMC Cyber Command” (영어). Ftmeade.army.mil. 2010년 1월 28일. 2010년 4월 13일에 원본 문서에서 보존된 문서. 2010년 7월 10일에 확인함.
6. ↑  John C.K. Daly (2006년 10월 9일). “US Air Force Prepares For Cyber Warfare” (영어). Space Daily. 2020년 1월 21일에 확인함.
7. ↑  BBC News: US needs 'digital warfare force'
8. ↑  “Homeland Security Today - preparedness and security news - DC Summit Convenes Military 'Cyber Warriors'” (영어). Hstoday.us. 2009년 11월 18일. 2010년 7월 11일에 원본 문서에서 보존된 문서. 2010년 7월 10일에 확인함.
9. ↑  “News Release: Flag and General Officer Announcements” (영어). Defense.gov. 2009년 3월 12일. 2010년 7월 10일에 확인함.
10. ↑  “Cyberwar Commander Survives Senate Hearing , Threat Level”. Wired.com. 2010년 4월 15일. 2010년 7월 10일에 확인함.
11. ↑  “U.S. Senate: Legislation & Records Home > Nominations Confirmed (Non-Civilian)” (영어). Senate.gov. 2010년 7월 10일에 확인함.
12. ↑  “Photos : News Photo”. Defense.gov. 2010년 5월 21일. 2010년 7월 10일에 확인함.
13. ↑  DoD Cyber Command is officially online, 21 May 2010, Army Times
14. ↑  “Military Mulls Joint Cyber Defense” (영어). Govinfosecurity.com. 2010년 7월 10일에 확인함.
15. ↑  “Fort Meade cyber security center sought” (영어). www.HometownGlenBurnie.com. 2010년 7월 14일에 원본 문서에서 보존된 문서. 2010년 7월 10일에 확인함.
16. ↑  Cyber Command Achieves Full Operational Capability{{ 보관됨 2015-07-14 - 웨이백 머신
17. ↑  [Tech. Sgt. Scott McNabb (2010년 12월 8일). “24th AF becomes AFCYBER” (영어). 24th Air Force Public Affairs. 2012년 7월 20일에 원본 문서에서 보존된 문서. 2014년 4월 28일에 확인함.
18. ↑  “ACC announces 24th and 25th NAF merger” (영어). Air Combat Command Public Affairs. 2019년 4월 5일. 2019년 11월 13일에 확인함.
19. ↑  Lori A. Bultman (2019년 10월 11일). “Air Force integrates missions, strengthens information warfare capabilities” (영어). Air Combat Command Public Affairs. Sixteenth Air Force Public Affairs. 2019년 11월 13일에 확인함.
20. ↑  “Cyber Warfare Command to Be Launched in January”. 《Koreatimes.co.kr》 (영어). 2010년 7월 10일에 확인함.
21. ↑  Colin, Clark (2009년 6월 29일). “StratCom Plows Ahead on Cyber” (영어). DoD Buzz. 2010년 10월 9일에 원본 문서에서 보존된 문서. 2010년 7월 10일에 확인함.
22. ↑  “Construction begins on first cyber warfare intelligence center” (영어). Air Forces Public Affairs. 2012년 6월 30일에 원본 문서에서 보존된 문서. 2010년 7월 10일에 확인함.
23. ↑  Branigan, Tania (2010년 7월 22일). “Chinese army to target cyber war threat” (영어). London: The Guardian. 2010년 7월 25일에 확인함.

### 자료
- “U.S. Cyber Command History” (영어). United States Cyber Command Public Affairs. 2019년 11월 13일에 확인함.